# Werner Heyde
Werner Heyde (ukrywający się później jako Fritz Sawade) (ur. 25 kwietnia 1902 w Forst, zm. 13 lutego 1964 we Frankfurcie) – niemiecki lekarz psychiatra. Był jednym z głównych organizatorów programu eutanazji T-4 III Rzeszy.

## Edukacja
Po zdaniu matury w 1920, w latach 1922–1925 studiował medycynę w Berlinie, Freiburgu, Marburgu i Würzburgu. Po odbyciu krótkich praktyk w Głównym Szpitalu w Chociebużu i sanatorium Berlin-Wittenau został lekarzem pomocniczym w uniwersyteckim szpitalu psychiatrycznym w Würzburgu. Licencję na wykonywanie zawodu lekarza otrzymał w 1926, po uprzednim ukończeniu studiów z doskonałym wynikiem.

## Kariera do roku 1945
W 1933 Heyde poznał Theodora Eicke i wkrótce został członkiem NSDAP. Rok później został dyrektorem polikliniki w Würzburgu. W 1935 wstąpił do SS i jako oficer medyczny z rangą SS-Hauptsturmführera został kierownikiem sekcji medycznej w SS-Totenkopfverbände. Na swoim stanowisku był odpowiedzialny za rozwijanie systemu psychiatrycznej i eugenicznej kontroli oraz badań przeprowadzanych w obozach koncentracyjnych, a także za organizację programu eutanazji T-4. Dodatkowo pracował jako konsultant psychiatryczny gestapo.
W 1938 został mianowany szefem sztabu departamentu medycyny w kwaterze głównej SS. W 1939 został profesorem psychiatrii i neurologii na Uniwersytecie w Würzburgu. Od 1940 pełnił też funkcję dyrektora szpitala psychiatrycznego.
Na stanowisku kierownika Akcji T-4 zastąpił go w 1941 Paul Nitsche, co nie przeszkodziło mu nadal brać udziału w akcji w charakterze członka „departamentu Bracka” (nawet po zakończeniu II wojny światowej jego rola w owym departamencie nie została poznana).
W 1944 został odznaczony pierścieniem SS-Totenkopfring, przed zakończeniem wojny awansując do rangi SS-Standartenführera.

## Życie po roku 1945
Po zakończeniu II wojny światowej Heyde został internowany i uwięziony, jednak w 1947 udało mu się uciec. Pracował w podziemiu, ukrywając się pod nazwiskiem Fritz Sawade i kontynuował swoją praktykę we Flensburgu jako lekarz sportowców oraz psychiatra. Wielu znajomych i przyjaciół Heydego znało jego prawdziwą tożsamość, jednak milczeli, nawet gdy Heyde był świadkiem w sprawach sądowych. Jego prawdziwa tożsamość została ujawniona w wyniku prywatnej sprzeczki w 1959. Został umieszczony w więzieniu we Frankfurcie nad Menem. W 1964 popełnił samobójstwo jeszcze przed rozpoczęciem procesu sądowego.